# أنطونيو فريمان
أنطونيو فريمان (بالإنجليزية: Antonio Freeman) (و. 1972  م) هو لاعب كرة قدم أمريكية، من الولايات المتحدة، ولد في بالتيمور، ماريلاند، يلعب كمستقبل واسع ‏.

## التعليم
تعلم في جامعة فرجينيا للتقنية.

## روابط خارجية
- أنطونيو فريمان على موقع مرجع كرة القدم المحترفة.كوم (الإنجليزية)
- أنطونيو فريمان على موقع قاعة فرجينيا للمشاهير الرياضية (الإنجليزية)